# Polystachya doggettii
Polystachya doggettii är en orkidéart som beskrevs av Alfred Barton Rendle och Robert Allen Rolfe. Polystachya doggettii ingår i släktet Polystachya och familjen orkidéer. Inga underarter finns listade i Catalogue of Life.